# Futbol Club Barcelona 2001-2002

## Rosa
| N. |                        | Ruolo | Calciatore           |
| -- | ---------------------- | ----- | -------------------- |
| 1  | Argentina (bandiera)   | P     | Roberto Oscar Bonano |
| 2  | Paesi Bassi (bandiera) | D     | Michael Reiziger     |
| 3  | Paesi Bassi (bandiera) | D     | Frank de Boer        |
| 4  | Svezia (bandiera)      | D     | Patrik Andersson     |
| 5  | Spagna (bandiera)      | D     | Abelardo             |
| 6  | Spagna (bandiera)      | C     | Xavi                 |
| 7  | Argentina (bandiera)   | A     | Javier Saviola       |
| 8  | Paesi Bassi (bandiera) | C     | Philip Cocu          |
| 9  | Paesi Bassi (bandiera) | A     | Patrick Kluivert     |
| 10 | Brasile (bandiera)     | A     | Rivaldo              |
| 11 | Paesi Bassi (bandiera) | A     | Marc Overmars        |
| 12 | Spagna (bandiera)      | D     | Sergi Barjuan        |
| 13 | Spagna (bandiera)      | P     | José Manuel Reina    |
| 14 | Spagna (bandiera)      | C     | Gerard               |
| 15 | Brasile (bandiera)     | C     | Fábio Rochemback     |

| N. |                    | Ruolo | Calciatore           |
| -- | ------------------ | ----- | -------------------- |
| 17 | Francia (bandiera) | D     | Philippe Christanval |
| 18 | Spagna (bandiera)  | C     | Gabri                |
| 19 | Spagna (bandiera)  | A     | Dani                 |
| 20 | Spagna (bandiera)  | A     | Alfonso Pérez        |
| 21 | Spagna (bandiera)  | C     | Luis Enrique         |
| 22 | Brasile (bandiera) | A     | Geovanni             |
| 23 | Italia (bandiera)  | D     | Francesco Coco       |
| 24 | Spagna (bandiera)  | D     | Carles Puyol         |
| 25 | Francia (bandiera) | P     | Richard Dutruel      |
| 26 | Spagna (bandiera)  | D     | Fernando Navarro     |
| 27 | Spagna (bandiera)  | C     | Roberto Trashorras   |
| 28 | Brasile (bandiera) | C     | Thiago Motta         |
| 29 | Spagna (bandiera)  | A     | Nano                 |
| 30 | Spagna (bandiera)  | D     | Oleguer Presas       |
| -  | Spagna (bandiera)  | D     | Jofre                |

### Staff tecnico
- Allenatore:  Carles Rexach

## Divise
| Casa | Trasferta | Terza divisa |